# القدماء (ستارغيت)

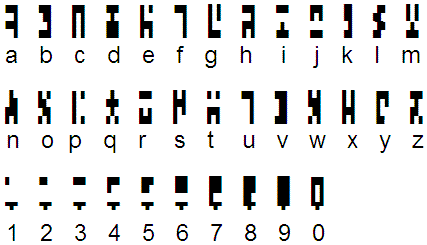

القدماء ويلقبون أيضا بالسلفاء أو بناة البوابات، هم عبارة عن جنس خيالي بالغ القوة في سلسلة الخيال العلمي ستارغيت، ويرجح أنهم من البشر الأوائل الذين سكنوا الأرض، وقد تفشى في تلك الفترة وباء قاتل فتك اضطرّ البعض منهم للرحيل عن الأرض والانتقال بمدينتهم الطائرة أطلنطس إلى مجرّة بيجاسوس. ظهرت لغتهم أول مرة بالموسم الأول، وذكروا بالموسم الثاني بحلقة الجنس الخامس، وظهروا بنهاية الموسم الثالث بحلقة غريزة الأمومة.
يعتبرون من أقوي الأجناس في عالم ستارغيت (إلى جانب ثلاثة أجناس أخرى كانوا حلفاهم في وقت ما : الأسجارد والنوكس والفرلينجس)، إن لم يكونوا الأقوي على الإطلاق. قاموا منذ عشرات الملايين من السنين ببناء بوابات النجوم ونشرها في مختلف المجرات التي ذهبوا إليها سواء أ قاموا باستخدامها ام لا.
في مرحلة متقدمة من تاريخهم، بلغوا مرحلة من التطور أمكنهم فيها التخلص من أجسادهم والصعود لمستوى أعلى من الوجود، على هيئة طاقة، واكتسبوا قدرات خارقة تؤهل أحدهم لإبادة جيوش وأساطيل فضائية كاملة في لحظات معدودة بمجرد التفكير في الأمر.